# Hans Kemna
Hans Kemna (Rotterdam, 5 maart 1940 – Amsterdam, 27 oktober 2024) was een van de eerste casting-directors in Nederland. In 2005 ontving hij een Gouden Kalf. Daarnaast speelde hij enkele bijrollen.

## Loopbaan
Hij is zoon van Jacob Kemna en Sara Wilhelmina (Will) Janknegt. Kemna's vader was voorzitter van een toneelvereniging en hij ging vaak met zijn ouders naar toneelvoorstellingen. Hij doorliep de middelbare school aan de RHBS te Schiedam (1954-1960) en trok vervolgens naar de Toneelschool Amsterdam (1960-1963). In zijn afstudeerklasje zaten ook Elsje Scherjon, Hein Boele, Ineke Swanevelt en Huib Broos. Hij was tijdens de periode 1960 tot 1966 aangesloten bij de gezelschappen Nieuwe Komedie te Den Haag en Ensemble/Het Zuidelijk Toneel Globe in Eindhoven. Hij presenteerde twee NCRV-jongerenprogramma's op televisie: Tiener Magazine (1964-1966) en Twien (1966-1967). In 1965 had hij ook een eigen radioprogramma 2x Top Tien bij de vpro. In 1966 volgde een rol in Anatevka. Als voorbeeld op acteursgebied noemde hij Hans Croiset. 
In 1969 had hij de bijrol ridder Govert in de Nederlandse televisieserie Floris. Regisseur Paul Verhoeven opperde dat casting iets voor Kemna zou zijn. Kemna had zijn eerste casting toen al gedaan voor de speelfilm Bezeten - Het gat in de muur (1969) van Pim de la Parra. 
In 1970 richtte hij Hans Kemna Casting op, in 1980 overgegaan in Kemna Casting, dat hij tot 1999 leidde. Vanaf 1987 tot 2022 deed hij castingwerk voor Toneelgroep Amsterdam, in 2019 omgedoopt tot Internationaal Theater Amsterdam. Mede dankzij hem werd de casting voor acteurs in Nederland geprofessionaliseerd. Op 28 september 2005 reikte staatssecretaris van Cultuur en Media Medy van der Laan aan Kemna een Gouden Kalf uit wegens zijn 'belangrijke bijdrage aan de Nederlandse filmcultuur'.

## Persoonlijk
Kemna was de levenspartner van de Engels-Nederlandse regisseur en acteur Adrian Brine (1936-2016), met wie hij in 2000 trouwde met als getuigen Berend Boudewijn en Jenny Arean. Hij woonde het grootste gedeelte van zijn leven in Amsterdam, waar hij in oktober 2024 na een kort ziekbed op 84-jarige leeftijd overleed.

## Filmografie
- Kinderen geen bezwaar (2008), als zichzelf
- Alles is Liefde (2007), als acteur op crematie
- Baantjer - De Cock en de moord met 300 getuigen (1996), als Hans Ketting
- Zoeken naar Eileen (1987), als Henk Faber
- Het debuut (1977)
- Turks fruit (1973), als collega-beeldhouwer
- Wat zien ik!? (1971), als café-eigenaar Leo
- Floris (1969; televisieserie), als Govert
- Festival of love (1968)

## Hoorspel
- Alleen maar nieuwsgierig (1969), als Sentimental Johnny